# Бюрель, Клара
Клара Бюрель (фр. Clara Burel; род. 24 марта 2001, Рен) — французская профессиональная теннисистка.

## Профессиональная карьера
В 2018 году Бюрель дошла до финала юниорского одиночного разряда на трех крупных турнирах: Открытом чемпионате Австралии, Открытом чемпионате США и летних юношеских Олимпийских играх (YOG). В паре с соотечественником Хьюго Гастоном она завоевала бронзовую медаль в смешанном парном разряде на летних юношеских Олимпийских играх в Буэнос-Айресе, а также выиграла серебро в одиночном разряде среди девушек. В октябре Бюрель прошла квалификацию на турнир ITF Junior Masters, где завоевала свой первый крупный титул. На следующей неделе, 29 октября, она стала первой ракеткой мира среди юниоров.
После своего юниорского финала в Мельбурне Клара была выбрана в качестве запасной в сборную Франции на Кубок Федерации на матч первого раунда 2018 года против Бельгии. В начале 2019 года француженка получила wild card на Открытый чемпионат Австралии, где проиграла в первом раунде Карле Суарес Наварро из Испании. 
В 2020 году Бюрель получила wildcard на два домашних турнира WTA и "Роланд Гаррос". В марте в Лионе она проиграла в первом раунде Джил Тайхманн. В сентябре в Страсбурге она победила Екатерину Бондаренко, в затем уступила во втором раунде Чжан Шуай. На Открытом чемпионате Франции она обыграла Аранчу Рус в первом раунде и Кайю Юван во втором, впервые в своей карьере пройдя в третий раунд турнира Большого шлема, став самой молодой француженкой с тех пор, как 18-летняя Ализе Корне сделала это в 2008 году.
В 2021 году она квалифицировалась на Открытый чемпионат Австралии и Уимблдонский турнир. Также вышла в свой первый финал WTA тура на Ladies Open в Лозанне, где проиграла Тамаре Зиданшек в трех сетах. После этого она вошла в топ-100.
В 2022 году Клара одержала свою первую победу на турнире WTA 1000 на Открытом чемпионате Майами против участницы квалификации Магдалены Френх. В этом сезоне она квалифицировалась на Открытый чемпионат США и дошла до третьего раунда, победив чемпионку Уимблдона и 25-ю сеяную Елену Рыбакину, а также Алисон Ван Эйтванк, однако проиграла шестой сеяной Арине Соболенко. В результате такого успеха смогла подняться почти на 30 позиций в рейтинге. 
В июле 2023 года Клара вышла в свой второй финал WTA тура и вновь на Ladies Open в Лозанне, где теперь уступила итальянке Элизабетте Коччаретто в трех сетах.
В декабря 2023 года появилась информация, что теннисистка состоит в отношениях с казахстанским блогером Кулболдиновым Алимжаном. В марте 2024 года их заметили вместе на турнире в Индиан-Уэллсе.В тот же месяц стало известно, что пара рассталась.

## Рейтинг на конец года
| Год  | Одиночный рейтинг | Парный рейтинг |
| 2022 | 135               | 1010           |
| 2021 | 77                | 265            |
| 2020 | 235               | 741            |
| 2019 | 871               | -              |
| 2018 | 612               | 1121           |

## Выступления на турнирах

### Финалы турнировWTAв одиночном разряде (2)

#### Поражение (2)
| Легенда:                    |
| --------------------------- |
| Турниры Большого Шлема (0*) |
| Олимпиада (0)               |
| Итоговый чемпионат года (0) |
| WTA-1000 (0)                |
| WTA-500 (0)                 |
| WTA-250 (0)                 |

| Титулы по покрытиям | Титулы по месту проведения матчей турнира |
| ------------------- | ----------------------------------------- |
| Хард (0)            | Зал (0)                                   |
| Грунт (0)           | Зал (0)                                   |
| Трава (0)           | Открытый воздух (0)                       |
| Ковёр (0)           | Открытый воздух (0)                       |

* количество побед в одиночном разряде + количество побед в парном разряде.
| №  | Год       | Турнир             | Покрытие | Соперницы в финале    | Счёт           |
| 1. | июль 2021 | Лозанна, Швейцария | Грунт    | Тамара Зиданшек       | 6-4 6-7(5) 1-6 |
| 2. | июль 2023 | Лозанна, Швейцария | Грунт    | Элизабетта Коччаретто | 5-7 6-4 4-6    |